# Kościół św. Wojciecha w Zambskach Kościelnych
Kościół świętego Wojciecha – rzymskokatolicki kościół parafialny należący do dekanatu pułtuskiego diecezji płockiej.

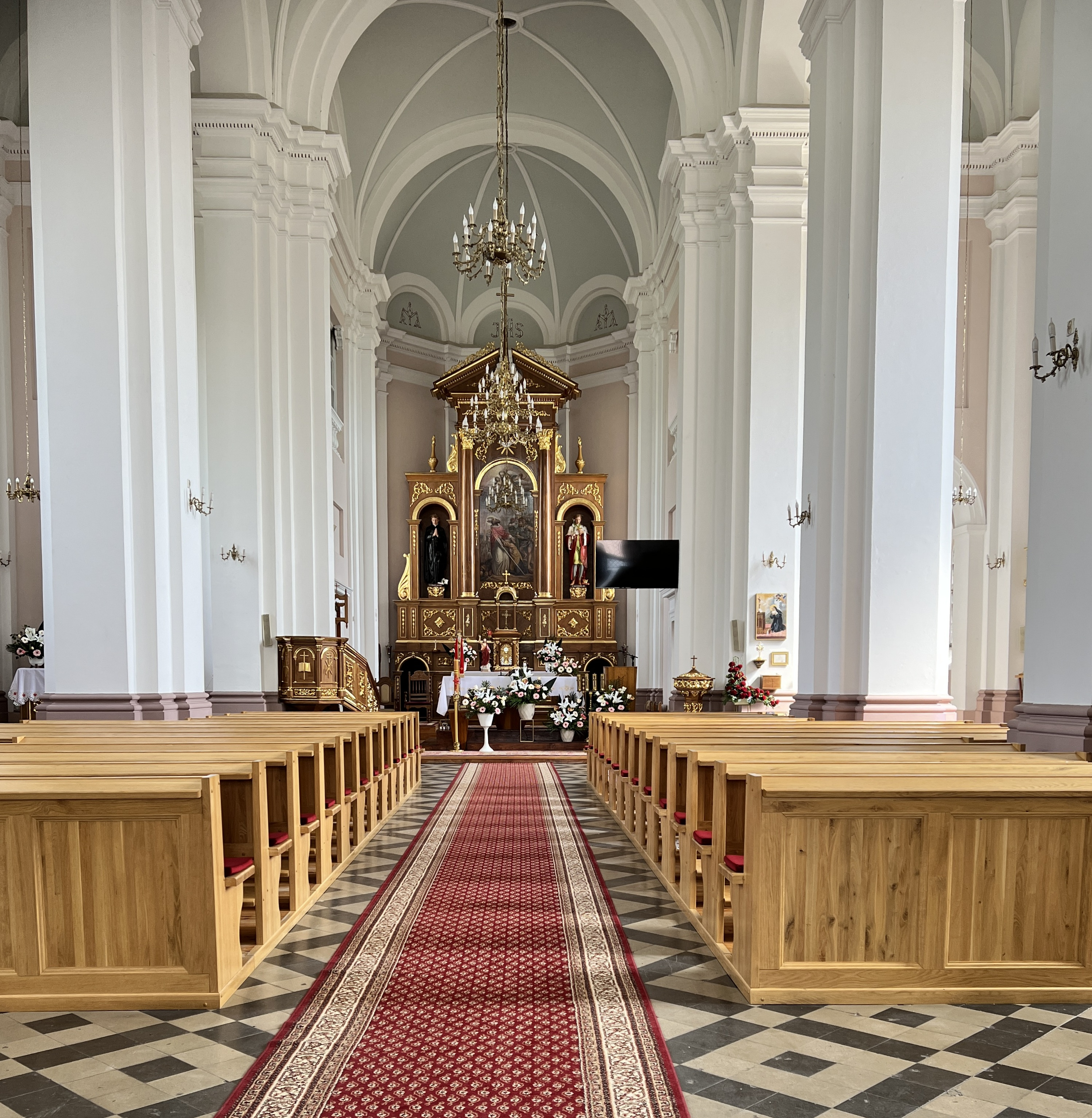
Wnętrze kościoła

## Historia
Świątynia została wzniesiona w latach 1890–1895, według projektu Feliksa Nowickiego. Kościół został zbudowany w stylu neoklasycystycznym, w formie halowego, trzynawowego, czteroprzęsłowego korpusu na planie prostokąta, z wydzielonym prezbiterium zamkniętym trójbocznie, jest poprzedzony z przodu niewysoką, wtopioną wieżę na planie kwadratu. Do boków prezbiterium dostawione są zakrystia oraz kaplica z lożami na piętrze. Do I wojny światowej wieża posiadała galeryjkę i kopułę, świątynia posiadała również na przeciwległym końcu dachu wieżyczkę z sygnaturką; elementy te nie zostały odbudowane po 1917 roku. Kościół został poważnie zniszczony od koniec II wojny światowej. Świątynia najpierw spłonęła, ostrzelana przez artylerię niemiecką, a następnie została częściowo rozebrana przez armię sobwiecką, potrzebującą cegłę do utwardzania dróg. W całości zachowała się tylko kaplica maryjna znajdująca się w prawej nawie. Odbudowa została podjęta dopiero w 1947 roku przez księdza Karola Korzyba. Prace, wykonywane głównie siłami parafian, zostały zakończone w 1958 roku. W 1989 roku budowla została ponownie uszkodzona przez pożar. Wyposażenie posiada charakter współczesny, a wartość zabytkową posiadają tylko monstrancja z 1689 roku, feretrony, lampa wieczna, a także lichtarze.